# 黃維三
黃維三（1923年1月27日—2001年12月31日），台灣著名中醫師，針灸名家。他參與了中國醫藥學院的創建，曾任中國醫藥學院教授、中國醫藥研究所院長，對台灣中醫學教育有著重大的貢獻，有台灣針灸界的開山祖師之稱。
師從覃勤。曾赴世界多國講學，出席國際針灸學術會議，發表專題報告，對於經絡學說有深入的研究。
民國九十年（2001年）十二月卅一日晚上九點廿五分因胃癌末期過世。

## 著作
著有《針灸科學》、《難經發揮》、《黃維三教授中醫論文集》。